# La Vieille (Giorgione)
Pour les articles homonymes, voir La Vieille.
Le portrait de La Vieille ou La Vieille femme est une peinture à l'huile sur toile de 68 × 59 cm réalisée par Giorgione, et datée de 1506. Elle est conservée aux Gallerie dell'Accademia de Venise.  
L'historien de l'art Erwin Panofsky l'attribue au peintre vénitien Titien. 

## Histoire et description
L'œuvre conserve son cadre d'origine. Un inventaire de 1569 mentionne le portrait comme celui de la mère de Zorzon, de la main de Zorzon, ou la mère de Giorgione, par la main de Giorgione. L'œuvre a peut-être été vue par Michel-Ange de passage à Venise, qui l'aurait touchée et lui serait revenue à l'esprit quand il a créé les figures expressives des Sibylles du plafond de la chapelle Sixtine. 
Il s'agit d'une allégorie de la Vieillesse et du Temps qui passe. Sur un fond sombre, derrière un parapet, une femme âgée, représentée des trois-quarts, tournée vers la gauche, regarde le spectateur avec une expression intense de douleur. Elle ouvre la bouche et semble dire des paroles, peut être les mots écrits sur le cartellino qu'elle tient dans sa main   « AVEC LE TEMPS ». Il s'agirait donc d'une amère réflexion sur la vieillesse, en tant que dévastation physique, mais certains y ont également lu un sens positif, lié à l'augmentation de la sagesse. 
La femme porte une coiffe blanche et molle, qui laisse à découvert une touffe de cheveux gris ; elle porte une robe rose, en plus d'un tissu blanc avec des franges sur le bas, s'appuyant sur l'épaule. La double rotation du torse vers la gauche et la tête vers la droite, donne une intensité particulière à l'image, tout comme le geste de la main droite, posée sur la poitrine. 
Certains ont lié l'œuvre à "L'Avarice" de Dürer (1507, Kunsthistorisches Museum), qui pourrait en avoir été le prototype, réalisée par le peintre allemand lui-même lors de son second voyage à Venise. Si cela était avéré, alors la Vieille de Giorgione serait plus probablement datée de 1508.